# Basket CRO Lyon
El Basket Croix Rousse Olympique Lyon, más conocido como  Basket CRO Lyon es un equipo de baloncesto francés con sede en la ciudad de Lyon, en la región de Auvernia-Ródano-Alpes, que llegó a jugar en la LNB Pro A, la máxima competición de su país en la década de los 70 y posteriormente en los 90, y que actualmente milita en categorías regionales. Disputa sus partidos en el Gymnase Roger Duplat, con capacidad para 500 espectadores, pero en sus años en la máxima categoría lo hacía en el Palais des sports de Lyon, con capacidad para 6.500 espectadores.

## Historia
El Basket Croix Rousse Olympique Lyon es una sociedad deportiva creada en 1927, dedicada a la práctica del baloncesto exclusivamente. En aquellos, el equipo jugaba en la rue de Cuire, en un campo de clínker. Por ese motivo, después de los entrenamientos, los jugadores acababan negros de la cabeza a los pies, lo que les valió el apodo de los "demonios negros", que es el motivo del logotipo del club.
El equipo llegó a la máxima categoría del baloncesto francés en la década de los 70, y posteriormente regresarían en 1991, tras proclamarse campeones de la Pro B, permaneciendo hasta 1996, año en el que, debido a problemas económicos, perdió la categoría.

## Jugadores célebres
- Leon Wood
- Richard Dacoury
- Irving Thomas
- Régis Racine
- Stéphane Risacher
- Arvid Kramer
- Michael Young
- Christophe Soulé